# دورا كين
دورا كين (بالإنجليزية: Dora Keen)‏ هي متسلقة جبال أمريكية، ولدت في 24 يونيو 1871 في فيلادلفيا في الولايات المتحدة، وتوفيت في 31 يناير 1963 في هونغ كونغ في الصين.